# Мірковиці (Свентокшиське воєводство)
Мірковиці (пол. Mirkowice) — село в Польщі, у гміні Бодзехув Островецького повіту Свентокшиського воєводства.
Населення — 211 осіб (2011).
У 1975-1998 роках село належало до Келецького воєводства.

## Демографія
Демографічна структура на день 31 березня 2011 року:
|          | Загалом | Допрацездатний вік | Працездатний вік | Постпрацездатний вік |
| -------- | ------- | ------------------ | ---------------- | -------------------- |
| Чоловіки | 102     | 19                 | 74               | 9                    |
| Жінки    | 109     | 20                 | 64               | 25                   |
| Разом    | 211     | 39                 | 138              | 34                   |